# Принцип оманливого благополуччя
Принцип оманливого благополуччя — перші успіхи (або невдачі) в  природокористуванні можуть бути короткочасними: успіх заходу щодо перетворення природи або управління нею об'єктивно оцінюється лише після з'ясування ходу і результатів природних ланцюгових реакцій в рамках природного циклу (від небагатьох років до декількох десятків років).
Нерідко перші успіхи чи невдачі в природокористуванні сприймаються як остаточний результат до з'ясування характеру загального процесу і його кінцевих результатів (що настає, як правило, в межах 10-30 років). Спочатку виходить нескомпенсований ефект, який фактично суперечить законам природи, а потім дійсно об'єктивний результат, що складається у взаємодії природних і антропогенних факторів. Початкові відхилення можуть бути з негативним знаком, навіть знак процесу здатний коливатися від позитивного до негативного з плином значного часу.
Наприклад, молоді ростучі ліси поглинають багато води і іноді висушують місцевість. Лісовий біоценоз, що сформувався, спочатку балансує приплив і витрати вологи, потім поступово викликає підвищення зволоження. Однак перестійні ліси іноді знову зазнають висушуючого впливу: в розріджених перестійних лісах у південній тайзі Сибіру часом формується «степовий» мікроклімат. Тільки глибокий в часі екологічний прогноз може забезпечити справжній успіх господарського заходу.

## Ресурси Інтернету
- Світовий Центр Даних з Геоінформатики та Сталого розвитку
- Проект ПРООН «Муніципальна програма врядування та сталого розвитку» [Архівовано 9 березня 2022 у Wayback Machine.]
- Проект «Сталий міський розвиток»
- Проблеми забезпечення сталого розвитку в Україні [Архівовано 29 квітня 2014 у Wayback Machine.]
- Проблеми раціонального природокористування в процесі забезпечення сталого розвитку в Україні [Архівовано 29 квітня 2014 у Wayback Machine.]